# Case Cerbiani
Case Cerbiani (etwa Turm Cerbiani) ist ein italienisches Dorf der Gemeinde Frassinoro in der Region Emilia-Romagna. Es liegt auf einer Höhe von etwa 895 m s.l.m. etwa 5,6 Kilometer südwestlich von Frassinoro. Die Haupteinnahmequelle des Dorfes ist die Forst- und Landwirtschaft. Der kleine Stausee Fontanaluccia (Lago di Fontanaluccia) liegt etwa einen Kilometer nordwestlich von Case Cerbiani.